# Лоренц Функ молодший
Лоренц Функ молодший (нім. Lorenz Funk junior; нар. 2 січня 1969, Бад-Тельц, Баварія) — німецький хокеїст, нападник.

## Ігрова кар'єра
Хокейну кар'єру розпочав 1986 року розпочав виступами за рідний клуб «Бад Тельц».
Протягом професійної клубної ігрової кар'єри, що тривала 18 років, захищав кольори команд «Бад Тельц», «Ландсгут», Дюссельдорф ЕГ, «Айсберен Берлін», «Берлін Кепіталс» та «Ганновер Скорпіонс».

## Кар'єра менеджера
У сезоні 2009/10 став менеджером клубу Томас Сабо Айс Тайгерс, а з сезону 2011/12 спортивний директор, на цій посаді перебував до 21 березня 2013 року.

## Нагороди та досягнення
- Чемпіон Німеччини в складі Дюссельдорф ЕГ — 1995/96.

## ДХЛ-статистика
|                  | Сезони | І   | Г  | П   | О   | ШХ  |
| ---------------- | ------ | --- | -- | --- | --- | --- |
| Регулярний сезон | 10     | 500 | 59 | 100 | 159 | 379 |
| Плей-оф          | 3      | 27  | 4  | 5   | 9   | 12  |
| Втішний раунд    | 2      | 16  | 4  | 3   | 7   | 2   |